# Kalin Zambrano
Kalin Yoel Zambrano (* 20. Dezember 2005) ist ein venezolanischer Leichtathlet, der sich auf den Sprint spezialisiert hat.

## Sportliche Laufbahn
Erste Erfahrungen bei internationalen Meisterschaften sammelte Kalin Zambrano im Jahr 2025, als er bei den Südamerikameisterschaften in Mar del Plata mit der venezolanischen 4-mal-400-Meter-Staffel in 3:09,18 min gemeinsam mit Javier Gómez, Axel Gómez und Kelvis Padrino die Bronzemedaille hinter den Teams aus Brasilien und Argentinien gewann.  

## Persönliche Bestzeiten
- 400 Meter: 47,40 s, 4. April 2025 in Caracas